# Das Geheimnis der blauen Diamanten
Das Geheimnis der blauen Diamanten(Originaltitel: El tesoro del Amazonas) ist ein dem Exploitation-Genre zugehöriger mexikanischer Abenteuerfilm des Regisseurs René Cardona junior aus dem Jahr 1985.
Die Inszenierung gibt vor auf pseudo-reale Begebenheiten am Amazonas des Jahres 1958 zu basieren und handelt von zwei unabhängig voneinander agierenden Gruppen von Schatzsuchern, die im unwegsamen Dschungeldickicht nach einem sagenumwobenen Amazonenschatz suchen. Alternativtitel ist Blutgericht am Amazonas. 

## Handlung
Die beiden Goldsucher Zapata und Haro verfolgen seit Wochen eine größere Goldgräberausrüstung aus den Vereinigten Staaten in den südamerikanischen Dschungel. Sie vermuten, dass der Empfänger, ein uniformierter Exil-Deutscher und Alt-Nazi namens Klaus Fromberg, im undurchdringlichen Urwald des Amazonas auf eine Goldader gestoßen sein muss, was bei ihnen Begehrlichkeiten auslöst. Auf einem Raddampfer unweit des Zielortes treffen die beiden Haudegen zufällig auf den landeskundigen, heruntergekommenen Abenteurer „Gringo, den Verdammten“. Als Fromberg seine Ladung im Beisein einer getreuen Eingeborenenfrau abholt, organisieren die verwegenen Goldsucher die Verfolgung der Ausrüstung. Es gelingt ihnen den griesgrämigen Gringo als Führer und Fährtenleser zu engagieren. Der Einsiedler verfolgt jedoch seine eigenen Ziele: Die Suche nach kostbaren Edelsteinen.
Gemeinsam mit den Goldsuchern und zwei einheimischen Helfern nimmt Gringo die Spur Frombergs auf, wählt allerdings eine alternative Route für dessen Verfolgung. Noch vor Reisebeginn informiert er seine gierigen Auftraggeber über die Existenz sogenannter blauer Diamanten, eines sagenumwobenen Schatzes der Amazonen. Er lenkt so die Aufmerksamkeit der Männer geschickt auf sein privates Ziel. Während der beschwerlichen Reise, bei der die beiden Indianer das Zeitliche segnen, kommt es immer wieder zu kleineren Streitigkeiten in der Gruppe. Derweil schürft Fromberg mit seiner Begleiterin nach dem Gold.
In einem zweiten, parallel verlaufenden Handlungsstrang entdecken zwei Arbeiter einer Erdölfirma beim Sammeln von Bodenproben einen Diamanten neben einem menschlichen Gerippe. In der Hoffnung weitere Edelsteine aufzuspüren, fliegen Dick und Clark in Begleitung der attraktiven Barbara erneut zur Fundstelle, wo sie abermals Kostbarkeiten neben zwei enthaupteten menschlichen Skeletten finden – Gringos ehemaligen Kompanen. Flugzeugführer Clark beschließt für die bevorstehende Schatzsuche eine bessere Ausrüstung nebst Verpflegung zu beschaffen, muss jedoch unterwegs mit seinem Wasserflugzeug notwassern, so dass die zurückgelassenen Kollegen vorerst auf sich gestellt bleiben. Unterdessen stößt Barbara in einer Höhle am Fluss, die ihr und Dick eine Unterkunft bietet, auf die ersehnten blauen Diamanten. Zeitlich versetzt wird Dick bei einem Angriff der ansässigen Kopfjäger vergiftet; später sogar massakriert.
Die ängstliche und apathisch wirkende Barbara begegnet in dieser Situation Gringos dezimierter Mannschaft mit den Halunken und führt diese zu ihrem Unterschlupf. Zapato und Haro wähnen sich am Ziel ihrer Träume und scharen hoffnungsfroh eine größere Menge Edelsteine um sich. Gringo drängt die Schatzsucher allerdings zur baldigen Rückkehr. Als diese ihm die Gefolgschaft verweigern, marschiert er einfach mit Barbara los. Wenig später schließt sich ihnen wieder Zapato an, der sich zuvor seines Gefährten Haro entledigte. Der skrupellose Zapato wird von der Schönen kurz darauf bei einem Vergewaltigungsversuch erschossen; Fromberg zeitgleich von den Indianern für nicht gewährte Schmiergeldzahlungen bestialisch ermordet. Nahezu alle Schatzsucher werden so Opfer ihrer eigenen Gier.
Am Ende des Films schmuggelt Gringo eine größere Menge Edelsteine am lokalen indigenen Politiker vorbei. Unmittelbar danach kommen sich Barbara und der alternde Dschungelführer näher. Letztlich entscheidet sich die Schöne, in der Annahme im Besitz wertvoller Diamanten zu sein, für Clark, den Piloten. Dieser fliegt Barbara mit seinem Wasserflugzeug aus der grünen Hölle, nicht ahnend, dass seine Angebetete ihn beutelos begleitet. Gringo beansprucht den Schatz für sich allein.

## Kritiken
Das Lexikon des internationalen Films schrieb, der Film sei ein „stereotyper Abenteuerfilm im Dunst der ‚Indiana Jones‘-Filme.“